# バーミンガム・ドリブラー

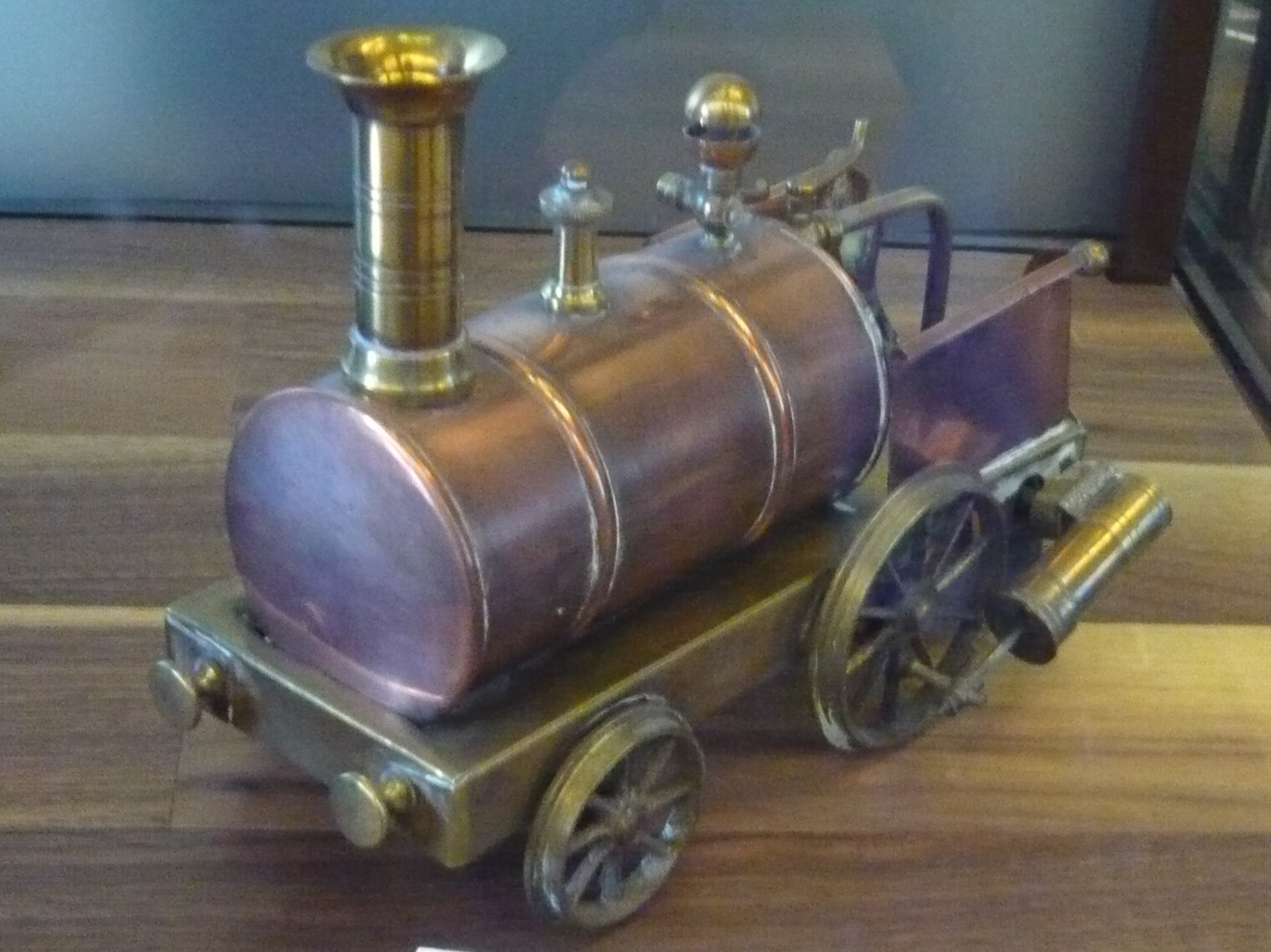
1890年頃にイングランドのStevens's Model Dockyardで製造された'バーミンガム・ドリブラー'

バーミンガム・ドリブラー(Birmingham Dribbler) または カーペット・レイルウェイ (carpet railway) は黎明期の鉄道模型である。 ライブスチームの機関車だが、軌道は無く、単純に床の上を走行した。前輪は向きを変える事が出来て、軌道が無くても円周状に走行できるものもあった。ビクトリア時代の1840年代に登場してとても人気のある鉄道模型玩具になった。
蒸気機関車はとても単純な構造で一般的には真鍮製で主動輪には首振り式エンジンを備える。車輪の上にはあぶり釜式のボイラーを備え、単純な装飾(通常はバンドbands of lacquer)が施される場合もあった。軌道は使用されず、ボイラーは水で満たされ、燃焼器で加熱して蒸気を生成して機関車は床の上を燃料または水のどちらかを消費しつくすか、機関車が家具にぶつかるまで走行した。いくつかの破裂事故の後、すぐに安全弁が装備された。
バーミンガム・ドリブラー(または"Piddlers")という愛称はイングランドのバーミンガムで大量に生産され、走行時に床に水を撒き散らす事に由来する。燃焼器に燃料を使用するので走行中に家具にぶつかって燃料が床に漏れて火災の要因になった。
やがて木製のバッファービームやバッファーや汽笛が追加された。

## 現在の模型

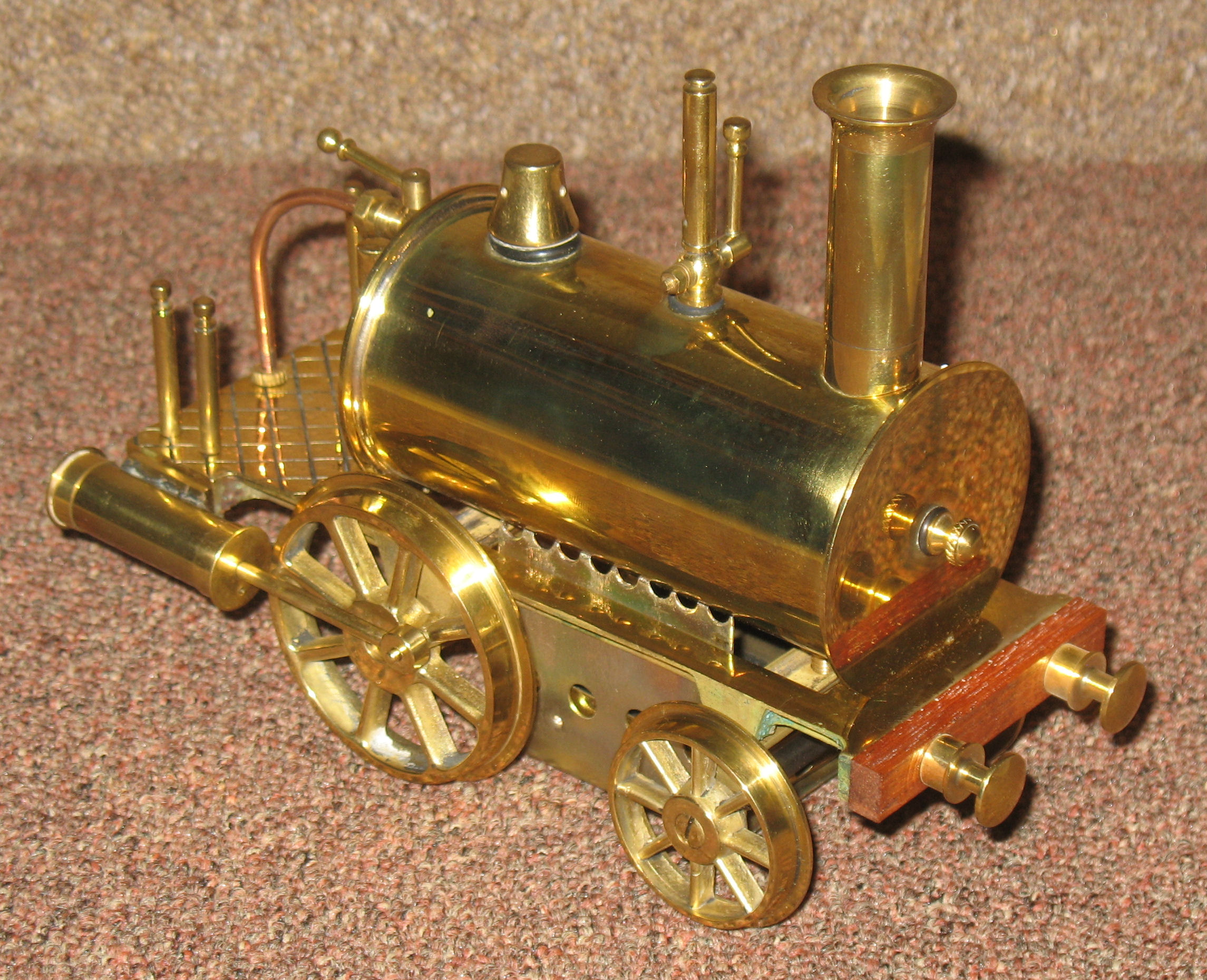
Maxwell Hemmensで製造された近代的な(1978年?)復刻された"バーミンガム・ドリブラー"蒸気機関車

バーミンガム・ドリブラーはビクトリア時代の骨董品ではない。1970年代末から1990年代にかけてイギリスのヨークシャーの精密蒸気模型のメーカーであるMaxwell Hemmens社で真鍮製の組み立てキットが製造された。 完成品は現在でもJohn Hemmens社から入手可能である。